# Celina Leffler
Celina Leffler (Lübeck, Alemania, 9 de abril de 1996) es una atleta alemana especializada en la prueba de heptatlón, en la que consiguió ser campeona mundial juvenil en 2013.

## Carrera deportiva
En el Campeonato Mundial Juvenil de Atletismo de 2013 ganó la medalla de oro en la competición de heptatlón, consiguiendo un total de 5747 puntos que fue récord mundial juvenil, por delante de la sueca Emma Stenlöf y su paisana alemana Louisa Grauvogel.